# Sakuraia conchophylla
Sakuraia conchophylla là một loài Rêu trong họ Entodontaceae. Loài này được (Cardot) Nog. miêu tả khoa học đầu tiên năm 1951.